# Копылево (Тверская область)
Копылево — деревня в Калининском районе Тверской области России, входит в состав Кулицкого сельского поселения. 

## География
Деревня находится к западу от автодороги 28К-0058, на расстоянии примерно 8 километров (по прямой) к северо-западу (NW) от Твери.

## История
В деревне существовал православный храм — Леонтиевская церковь. Построена в 1855 году, каменная, престолов три: в холодной Святителя Леонтия Ростовского, в теплой: правый Казанской Божией Матери, левый Пророка Илии. Разрушена в XX в.

## Население
| 1859 | 1886 | 2002 | 2010 |
| ---- | ---- | ---- | ---- |
| 108  | ↗118 | ↘15  | ↘11  |